# Choi Min-ho (Judoka)
Choi Min-ho (* 18. August 1980) ist ein südkoreanischer Judoka.
Choi kämpfte im Superleichtgewicht bis 60 Kilogramm. 2003 wurde er in Ōsaka in dieser Kategorie Weltmeister. Im Jahr darauf errang er bei den Olympischen Sommerspielen in Athen die Bronzemedaille.
Bei den Olympischen Sommerspielen 2008 in Peking besiegte er im Finale Ludwig Paischer und wurde Olympiasieger im Superleichtgewicht bis 60 Kilogramm.